# Mediapart
Mediapart es un diario digital francés de información, investigación y opinión creado en 2008 por Edwy Plenel, ex redactor jefe de Le Monde, en francés, con secciones en inglés y en español.
Mediapart consta de dos secciones principales: la propia revista (Le Journal), dirigido por periodistas profesionales, y Le Club, un foro de colaboración editado por la comunidad de suscriptores. En 2011 Mediapart lanzó FrenchLeaks,  un sitio web de chivatazos inspirado en Wikileaks.
Mediapart ha jugado un papel central en el descubrimiento e investigación de varios asuntos de la actualidad francesa como el primero sobre Liliane Bettencourt en 2010 y el posterior de 2011 sobre la financiación de la campaña de Nicolas Sarkozy por Gadafi, o sobre EADS, o los gastos desmesurados de la ministra de Justicia Rachida Dati.

## Modelo financiero
Los ingresos de Mediapart provienen exclusivamente de las suscripciones de sus abonados. El sitio web no lleva ningún tipo de publicidad. En 2011, Mediapart tenía 60 000 suscriptores, año en el que tuvo beneficios por primera vez